# Rebirth (album của Jennifer Lopez)
Rebirth (Tiếng Việt: Tái Sinh) là album phòng thu thứ tư của ca sĩ người Mỹ Jennifer Lopez, được phát hành vào 1 tháng 3 năm 2005 bởi hãng Epic Records. Album đã phát hành đĩa đơn quảng bá đầu tiên mang tên "Get Right", gặt hái được rất nhiều thành công và giữ vững vị trí quán quân trên một số bảng xếp hạng âm nhạc thế giới.

## Thông tin bên lề
Trong quá trình thực hiện, album được lấy tên là Call Me Jennifer (Hãy gọi tôi là Jennifer), nhưng vì quá giống với tên album trước của cô, "J.Lo" nên ê-kíp thực hiện lại tiếp tục tìm một tên gọi mới. Album sau đó được đặt là "Bennifer" nhưng cuối cùng bị hủy bỏ vì thất bại thảm hại của bộ phim của cặp đôi này trong Gigli.
Âm nhạc của album mang hơi hướng của những năm 80 với giai điệu urban pop và funk kèm theo một vài bài hát ballad. Chồng hiện tại của cô Marc Anthony là người đồng sáng tác và đồng sản xuất một ca khúc trong album là "(Can't Believe) This Is Me".
Rebirth được phát hành dưới dạng DualDisc, vì vậy có chất lượng âm thanh stereo. Album còn kèm theo video ca nhạc của bài hát "Get Right" cùng Fabolous, và một bộ phim tài liệu ngắn về quá trình thực hiện album.
"Cherry Pie" trước đó đã định là đĩa đơn thứ ba của album. Nhưng vì số lượng đĩa bán ra quá ít nên việc phát hành ca khúc phải hoãn lại.

## Diễn biến trên bảng xếp hạng
Album đứng ở vị trí á quân tại bảng Billboard 200 ở tuần 19 tháng 3 năm 2005 với số lượng đĩa bán ra là 261,000 bản trong tuần đầu tiên. Album đã tổng cộng bán được 731,000 bản tại Hoa Kỳ dựa trên số liệu của Nielsen SoundScan, và được chứng nhận là đĩa Bạch kim bởi tổ chức RIAA. Album được khán giả toàn thế giới đón nhận, đặc biệt ở châu Âu, khi album vươn lên vị trí đầu bảng ở Netherlands và Thụy Sĩ; nằm trong top 5 tại Ý, Tây Ban Nha, Đức, Austria, Belgium, và Hungary; và nằm trong top 10 tại Anh, Pháp, Ireland, và Phần Lan. Ngoài ra, album trở thành album thành công nhất tại Nhật Bản khi đứng ở vị trí thứ 3 với 244,689 bản được bán ra. Rebirth đồng thời trở thành album tiếng nước ngoài thành công nhất năm 2005. Vì số lượng đĩa bán ít từ đĩa đơn thứ hai "Hold You Down", vì vậy kế hoạch phát hành đĩa đơn thứ ba "Cherry Pie" đã bị hoãn lại. Album đã tổng cộng bán được 3,000,000 bản toàn thế giới. Rebirth đã trở thành một trong những album hay nhất của năm 2005 trên trang Canal Pop của Brazil.

## Đánh giá chuyên môn
"Rebirth" nhân được 52/100 điểm từ Metacritic, cùng một "nhiều đánh giá trái ngược khác nhau". Allmusic cho bài hát 4/5 sao khi cho rằng "Album không theo dấu chân của 3 album trước, hẳn là cái tên đã nói lên toàn bộ album, thật sự đã được tái sinh" và nói thêm "Rebirth có nhiều năng lượng và thành công hơn các album khác".

## Danh sách ca khúc
| STT              | Nhan đề                        | Sáng tác                                                                                              | Sản xuất                                                              | Thời lượng |
| ---------------- | ------------------------------ | --- | --------------------------------------------------------------------- | ---------- |
| 1.               | "Get Right"                    | Rich Harrison, James Brown                                                                            | Rich Harrison, Cory Rooney                                            | 3:46       |
| 2.               | "Step Into My World"           | Rodney Jerkins, Delisha Thomas, Fred Jerkins III, Hector Diaz                                         | Rodney "Darkchild" Jerkins, Fred "Uncle Freddie" Jerkins, Hector Diaz | 4:05       |
| 3.               | "Hold You Down" (cùng Fat Joe) | Gregory Christopher, Gregory Bruno, Makeba Riddick, Joe Cartagena, Rooney, Larry Troutman, Billy Beck | Nyce Boy, Gregory Bruno, Cory Rooney                                  | 4:33       |
| 4.               | "Whatever You Wanna Do"        | Harrison, Delma Anthony Churchill, Harvey Fuqua, Kenneth Hawkins                                      | Rich Harrison, Cory Rooney                                            | 3:49       |
| 5.               | "Cherry Pie"                   | Jennifer Lopez, Tim Kelley, Bob Robinson, Rooney                                                      | Tim & Bob, Cory Rooney                                                | 4:06       |
| 6.               | "I Got U"                      | Jerkins, Jerkins III, Thomas, LaShawn Daniels, Aaron Pearce                                           | Rodney "Darkchild" Jerkins                                            | 3:57       |
| 7.               | "Still Around"                 | Antwan Patton, Archie Hall, Rooney                                                                    | Big Boi, Cutmaster Swiff                                              | 3:22       |
| 8.               | "Ryde or Die"                  | Robert "Big Bert" Smith, Blake English, Brandy Norwood                                                | Robert Anthony, Cory Rooney                                           | 4:03       |
| 9.               | "I, Love"                      | Kelley, Robinson, Rooney                                                                              | Tim & Bob, Cory Rooney                                                | 3:42       |
| 10.              | "He'll Be Back"                | Walter Millsap III, Candice Nelson, Timothy Mosley                                                    | Timbaland, Danja                                                      | 4:18       |
| 11.              | "(Can't Believe) This is Me"   | Lopez, Marc Anthony, Rooney                                                                           | Marc Anthony                                                          | 4:44       |
| 12.              | "Get Right" (cùng Fabolous)    | Harrison, Brown                                                                                       | Rich Harrison, Cory Rooney                                            | 3:51       |
| Tổng thời lượng: | Tổng thời lượng:               | Tổng thời lượng:                                                                                      | Tổng thời lượng:                                                      | 48:13      |

## Các giai điệu được chọn
- "Get Right" — Có nội dung từ "Soul Power '74" (James Brown)
- "Hold You Down" — Có nội dung từ "As We Lay" (Larry Troutman, Billy Beck)
- "Whatever You Wanna Do" — Có nội dung từ "Con-Funk-Shun" (Delma Anthony Churchill, Harvey Fuqua, Kenneth L. Hawkins)

## Ê-kíp
- Jennifer Lopez – giọng chính
- Marco Britti – trống
- Mario Guini – guitar
- Bob Robinson – guitar điện
- Erben Perez – bass
- Cory Rooney – nhạc điện tử
- Tim Kelley – bass, nhạc điện tử
- Delisha Thomas – giọng nền
- Andrea Mendez – giọng nền
- Candice Nelson – giọng nền
- Makeba Riddick – giọng nền
- Rudaina Haddad – giọng nền

### Đội sản xuất
- Mert Alas – nhiếp ảnh
- Jim Annunziato – trợ lý kĩ thuật
- Marc Anthony – sản xuất
- Robert Anthony – sản xuất
- Chris Avedon – kĩ thuật
- Scotty Beats – kĩ thuật
- Big Boi – sản xuất
- Gregory Bruno – sản xuất
- Cutmaster Swift – sản xuất
- Danja – sản xuất
- Hector Diaz – chỉnh sửa, sản xuất
- Dylan Ely – trợ lý kĩ thuật
- Mike Evans – đồng sản xuất
- Katie Grand – stylist
- Rich Harrison – chỉnh sửa, sản xuất
- Fred "Uncle Freddie" Jerkins III – sản xuất
- Rodney Jerkins – chỉnh sửa, sản xuất
- Tim Kelley – drum chỉnh sửa - sản xuất
- Peter Wade Keusch – kĩ thuật, mixing
- Jennifer Lopez – giám đốc sản xuất
- Andrew McKay – đồng sản xuất
- Nyce Boy – sản xuất
- Oribe – làm tóc
- Julian Peploe – chỉ đạo sản xuất
- William E. Pettaway Jr. – đồng sản xuất
- Marcus Piggott – nhiếp ảnh
- Herb Powers – mastering
- Geneva Randolph – đồng sản xuất
- Cory Rooney – sản xuất, giám đốc sản xuất
- Bruce Swedien – kĩ thuật, mixing
- Delisha Thomas – xếp giọng
- Charlotte Tilbury – trang điểm
- Timbaland – sản xuất
- Mike Tschupp – trợ lý kĩ thuật

## Xếp hạng
| Bảng xếp hạng (2005)            | Vị trí |
| ------------------------------- | ------ |
| Australian Albums Chart         | 10     |
| Austrian Albums Chart           | 5      |
| Belgian Albums Chart (Flanders) | 4      |
| Belgian Albums Chart (Wallonia) | 4      |
| Canadian Albums Chart           | 2      |
| Danish Albums Chart             | 15     |
| Dutch Albums Chart              | 1      |
| European Top 100 Albums         | 1      |
| Finnish Albums Chart            | 19     |
| French Albums Chart             | 7      |
| German Albums Chart             | 3      |
| Hungarian Albums Chart          | 3      |
| Irish Albums Chart              | 9      |
| Italian Albums Chart            | 3      |
| Japanese Albums Chart           | 3      |
| Mexican Albums Chart            | 19     |
| New Zealand Albums Chart        | 22     |
| Norwegian Albums Chart          | 25     |
| Polish Albums Chart             | 8      |
| Portuguese Albums Chart         | 11     |
| Spanish Albums Chart            | 2      |
| Swedish Albums Chart            | 14     |
| Swiss Albums Chart              | 1      |
| UK Albums Chart                 | 8      |
| US Billboard 200                | 2      |
| US Top R&B/Hip-Hop Albums       | 2      |

| Quốc gia       | Chứng nhận |
| -------------- | ---------- |
| Australia      | Vàng       |
| Canada         | Bạch kim   |
| France         | Vàng       |
| Hungary        | Vàng       |
| Ireland        | Vàng       |
| Japan          | Vàng       |
| Switzerland    | Vàng       |
| United Kingdom | Vàng       |
| United States  | Bạch kim   |